# Albert Váradi
Albert Weisz, dit Albert Váradi, né le 6 octobre 1896 à Nagyvárad (Royaume de Hongrie) et mort le 21 mai 1925 à Épinay-sur-Seine, est un peintre et aquafortiste hongrois. Mort à 28 ans, il connaît sous le nom de Váradi une brève carrière au début des années 1920 essentiellement grâce à ses eaux-fortes vite remarquées.

## Biographie
Fils de Szerena Kohn et Mayer Weisz, Albert Weisz naît le 6 octobre 1896 à Nagyvárad, dans le Royaume de Hongrie.
En 1913, il entre à l'atelier de sculpture de l'école royale hongroise d'arts appliqués (Budapest) et en sort diplômé en 1918. Le poète hongrois József Kiss est le premier à s'intéresser à ses dessins et à le pousser vers l'illustration. En 1915, Váradi illustre de dessins un recueil de poèmes de Kiss publié chez Franklin & Cie (Budapest). En 1918, il devient professeur de dessin à Nagyvárad ; il expose l'année suivante à Munich, puis intègre l'académie des beaux-arts munichoise jusqu'en 1921 où il rencontre Peter Halm et Maurice Achener qui le forme à l'art de l'eau-forte. Il illustre Der Schatz d'Eduard Mörike (Schweyer Verlag, 1921), puis de six eaux-fortes une édition des contes de Boccace, Das Liebeslabyrinth, pour les éditions Hesperos (Munich, 1922), puis, pour les éditions P. Stangl, Le Péché véniel de Balzac, de 5 eaux-fortes, et Die Harzreise de Maurice Heine, de dix eaux-fortes. Après un passage par Londres, il arrive à Paris en août 1923.
Il a produit de nombreux portraits originaux gravés, des scènes de genre et des vues de Paris, entre autres par le biais d'Eugène Delâtre et Charles Jouas. Proche de la revue Byblis qui produit sous la plume de Loÿs Delteil son premier catalogue raisonné, il expose à la galerie Le Nouvel Essor, au Salon d'automne (section livres, 1924-1926) et au salon de la Société nationale des beaux-arts. Son travail est salué par Noël Clément-Janin. Pour les éditions Georges Crès, il illustre entre autres Le Miracle de la race de Marius-Ary Leblond.
Albert Váradi meurt le 21 mai 1925 à Épinay-sur-Seine, à seulement 28 ans.

## Galerie d'eaux-fortes

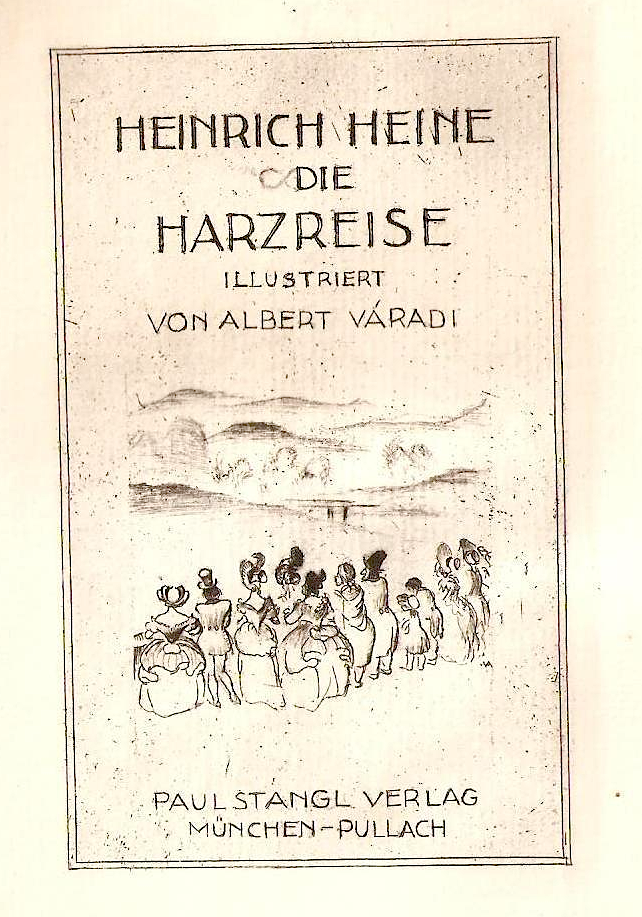
Die Harzreise, frontispice, 1921
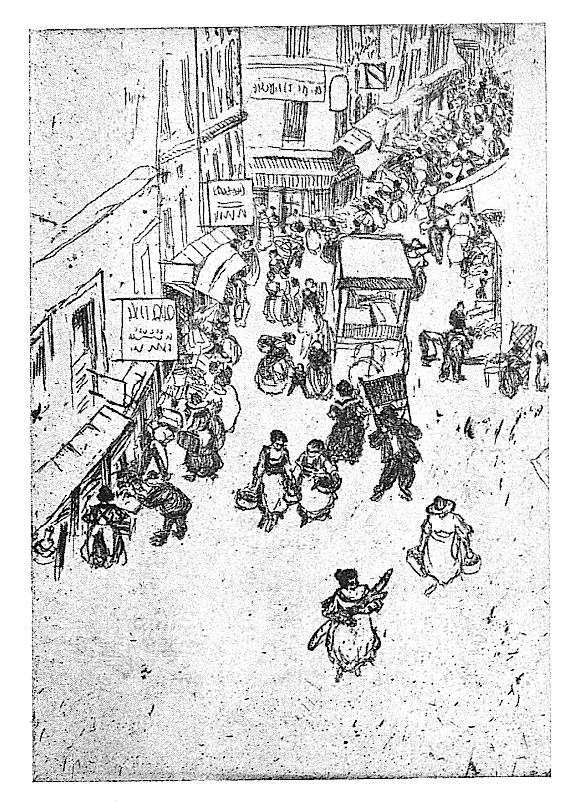
La Rue Mouffetard
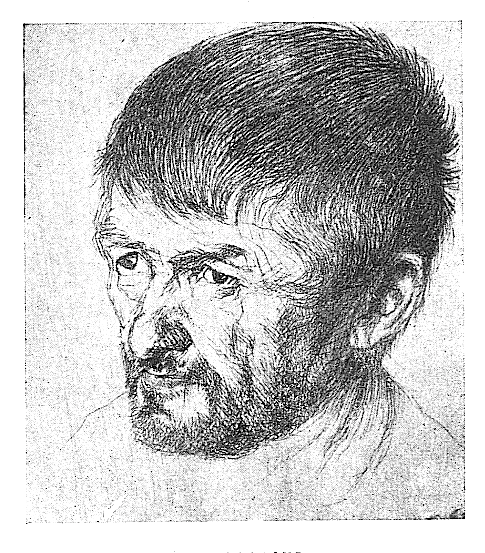
Le Vagabond
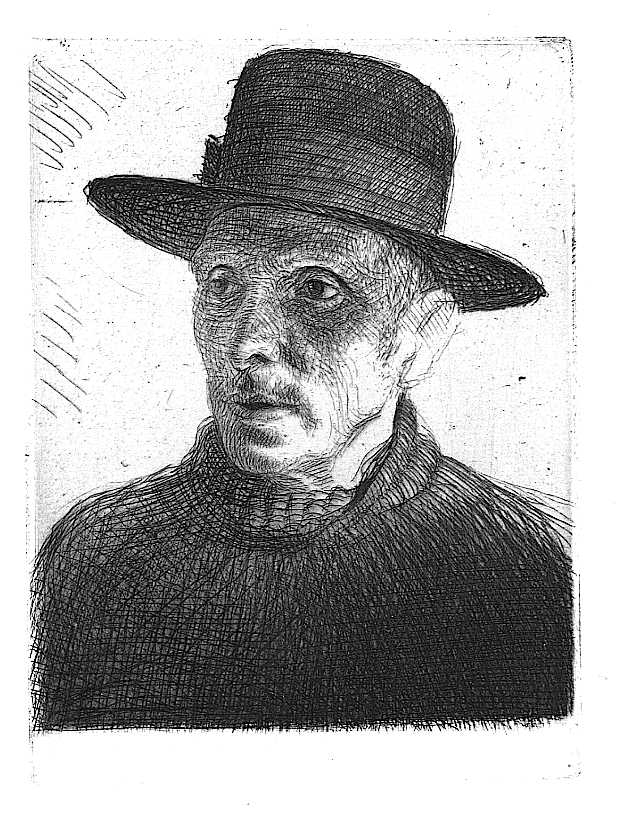
Portrait d'Eugène Delâtre